# Космос-1266
Космос-1266 је један од преко 2400 совјетских вјештачких сателита лансираних у оквиру програма Космос.
Космос-1266 је лансиран са космодрома Тјуратам, Бајконур, СССР, 21. априла 1981. Ракета-носач је поставила сателит у орбиту око планете Земље. 